# Thiocarbamide
Le thiocarbamide ou thiourée (thio-urée) est le dérivé soufré de l'urée ou carbamide.
La thiourée est un composé organosulfuré de formule SC(NH2)2. Il est structurellement similaire à l'urée, sauf que l'atome d'oxygène est remplacé par un atome de soufre, mais les propriétés de l'urée et de la thiourée sont considérablement différentes. Les « thiourées » désignent une large classe de composés avec la structure générale (R1R2N)(R3R4N)C=S. Les thiourées sont liées à des thioamides, par exemple RC(S)NR2.
Le thiocarbamide est un réactif très utilisé en synthèse organique, notamment en tant que précurseur des hétérocycles. Il est particulièrement employé pour l'industrie textile. Ses dérivés sont appelés « thiocarbamides » ou « thiourées ».

## Structure et liaison

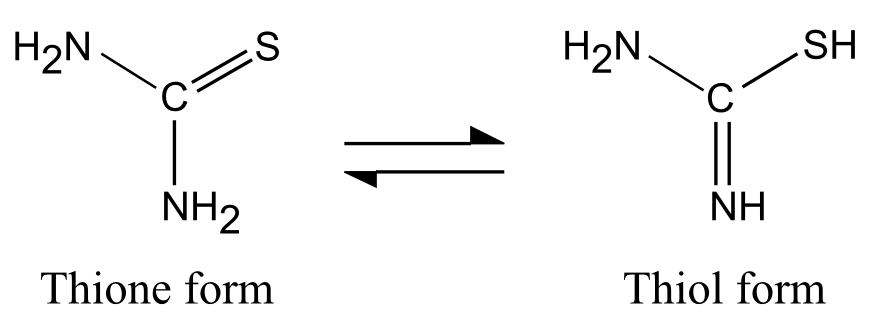
Tautomères du thiocarbamide.

Les molécules de thiourée sont planes. La distance de liaison C=S est de 160 ± 10 pm pour la thiourée ainsi que de nombreux dérivés. Le matériau a la propriété inhabituelle de se transformer en thiocyanate d'ammonium après chauffage au-dessus de 130 °C. Après refroidissement, ce sel d'ammonium se reconvertit en thiourée.
La thiourée se présente sous deux formes tautomères. En solution aqueuse, la forme de la thione prédomine. La forme thiol, également connue sous le nom d'« isothiourée », peut être rencontrée dans des composés substitués tels que des sels d'isothiouronium.